# Panther
 Denne artikel bør gennemlæses af en person med fagkendskab for at sikre den faglige korrekthed.

 For alternative betydninger, se Panther (flertydig). (Se også artikler, som begynder med Panther)
Panther (Panzer V) er en tysk kampvogn, som blev brugt under den 2. verdenskrig. Panther-kampvognen kom til i november 1942. Den havde en 75 mm kanon som gjorde det muligt at trænge gennem panseret på de sovjetiske kampvogne T-34. Dens eget panser var 80 mm tykt og havde kopieret de sovjetiske T-34's skrånende panser, hvorved projektiler ville rikochettere. Dens motor på 690 hk gjorde det muligt at køre ca. 45 km/t. Der blev i årene 1942-1945 produceret 4814 Panther-kampvogne. Pantheren falder ind under kategorien middeltung (medium tanks). Endvidere blev Pantheren betragtet som en af de bedste under den 2. verdenskrig i dens kategori.
Pantheren kom i kamp første gang i Panserslaget ved Kursk (Operation Citadel) i højsommeren 1943. Panther-kampvognen var ikke færdigafprøvet og led under mange børnesygdomme. På trods af dem viste Pantheren sig at være en fremragende kampvogn, og den var tydeligvis en forbedring af de tidligere tyske kampvogne Panzer III kampvognen.
Kampvogne opdeles i tre kategorier light tanks, medium tanks og heavy tanks: 
- Man havde tunge og langsomme kampvogne (heavy tanks), som var bedre pansret og udrustet med stor ildkraft (større kanoner), hvilket gjorde dem ideelle til at bekrige andre kampvogne, idet de kunne modstå stor ildkraft og desuden kunne de også udsætte andre for stor ildkraft. Disse tunge kampvogne var typisk meget komplekse og avancerede, og derfor var det svært og meget tidskrævende at masseproducere dem.

- De lettere og hurtigere kampvogne (light tanks) var ikke specielt godt pansret og havde ikke den store ildkraft. De var ideelle til at bekæmpe infanteri, idet deres typiske våben var maskingeværer. Desuden var de mere mobile og hurtige. De lette kampvogne var lettere at masseproducere.

- Panther tilhørte klassen middeltunge kampvogne, da den var en blanding. Pantheren var mobil, men den kunne også bekæmpe andre kampvogne i kraft af dens gode panser og kanon.

## Udvikling og produktion
Udviklingen af de nye Panther-kampvogne tog for alvor fart i sommeren 1941 i forbindelse med Operation Barbarossa. Under invasionen af Sovjetunionen stødte de tyske kampvogne (primært Panzer III) ind i de sovjetiske kampvogne (primært T-34/76), og her viste det sig hurtigt, at de tyske kampvogne var underlegne. De sovjetiske kampvogne var så godt pansret, at de tyske kampvognes kanoner ikke kunne trænge igennem panseret og uskadeliggøre de sovjetiske kampvogne. Desuden var de sovjetiske kampvogne udrustet med en bedre kanon, og deres affjedring gjorde dem også lettere at manøvrere i det meget varierede russiske terræn. De sovjetiske kampvogne var de tyske overlegne på langt de fleste områder. Den tyske generalstab og især Adolf Hitler anså det derfor af stor vigtighed at få udviklet nye kampvogne, som kunne matche de sovjetiske kampvogne. Man skal dog være opmærksom på, at udvikling/planlægningen af de nye kampvogne allerede var begyndt før Operation Barbarossa. Man var nemlig allerede under Slaget om Frankrig blevet bekendt med problemet mht. til kampvognene, men man havde dog ikke tillagt det så stor vigtighed, og det var først efter Operation Barbarossa var påbegyndt, at man for alvor begyndte at prioritere at udvikle nye kampvogne. Ukendt for de fleste var teknologien med skrånende  panser ikke ukendt for tyskerne, men de valgte bevidst ikke at producere dem for at spare tid og omkostninger. Indtil Panther var alle tyske kampvogne derfor kassedesignet og chaufføren trænet i at dreje tanken i 30 grader i forhold til indkommende ild, for netop at få nogen beskyttelse med det nu horisontalt skrånende panser (på forsiden).[kilde mangler]
Man ønskede fra tysk side at udvikle en tank, som kunne matche den sovjetiske T-34, som havde vist sig at være en meget effektiv og pålidelig kampvogn. Derfor fik de to tyske firmaer Daimler-Benz og Maschinenfabrik Augsburg-Nürnberg AG (MAN) til opgave at udvikle nye kampvogne på baggrund af analyser af den sovjetiske T-34 . De to tyske firmaer præsenterede i starten af 1942 deres forslag til en ny kampvognsmodel overfor Hitler og resten af det tyske militær. I store hovedtræk gik Daimler-Benz' idé ud på at kopiere T-34 (med enkelte forbedringer), mens MAN's forslag indebar, at man kombinerede det traditionelle tyske kampvogn-design med de bedste egenskaber fra T-34. Selv om Hitler oprindeligt fortrak Daimler-Benz' forslag, så valgte han til sidst at gå videre med MAN's idé og sætte deres model i produktion. En af årsagerne til, at man valgte MAN's model var angiveligt, at man var bange for, at det var svært at skelne Daimler-Benz' model fra den sovjetiske T-34. Man frygtede at det ville skabe forvirring blandt soldater. I slutningen af 1942 blev den første prototype af Panther-tanken fremstillet, og herefter begyndte man i stor stil at fremstille Panther-tanks (specielt først i 1943). Panther-tanken blev hovedsageligt fremstillet af MAN, Daimler-Benz og på maskinfabrikken Niedersachsen-Hannover.
Man videreudviklede senere den oprindelige Panther-model. Man kan opdele Panther-tanken i tre hovedtyper, som nedenfor er angivet i kronologisk rækkefølge:
- Panther D:"Operation Citadel-udgaven"
- Panther A:en lidt forbedret type D, forbedret pga. f.eks. Operation Citadel
- Panther G:Panther G var en på mange måder meget forbedret kampvogn, blandt andet var beskyttelsesskjoldet forrest på tårnet[4] forbedret. Panther type G må regnes for en af 2. verdenskrigs bedste kampvogne. Og  i klassen "allround" (middeltung kampvogn) nok den bedste.

### Specialudgaver og videreudvikling
Foruden de tre modeller blev der lavet nogle specialudgaver af Panther-tanken som Bergepanther og Jagdpanther:

#### Jagdpanther
Behovet for en kampvogn med en kanon, der kunne nedkæmpe det tykkeste lag panser (200 mm), var presserende og var ikke lykkedes med Tiger I, som kun havde en 88 mm L56. Målet var en KwK (KampfwagenKanone) 88 mm L71 (L=længde i kaliber, dvs. 71 x 88 mm = 6,25 meter).
Det største problem i den henseende var, at kampvognen skulle have plads til en stor tårndiameter, dels til rekylbremsen, dels så besætningen kunne håndtere de længere granater.
Nødløsningen var at montere dem fast i chassiset frem for i et tårn, og man havde skabt en panserjager.
Ulempen var et mere defensivt våben, som ikke var så hurtig til at dreje kanonen til relevant sigte.
Fordelen var billigere og hurtigere produktion samt bedre beskyttelse mod fjendtlige granater.
392 blev produceret af denne type, og de sidste syv blev leveret til en panserenhed, nærmest mens den amerikanske hær stod for døren. Amerikanske efterretningsfotos viser, at produktionen ikke skulle være stoppet foreløbig. Mindst 10 var på forskellige stadier i samlingen.

#### Bergepanther
En Panther hvor tårnet var udskiftet med en trækasse med kranmekanisme så den kunne trække havarerede kampvogne fri fra mudder, granathuller osv. Samtidig blev der bagerst monteret en sænkbar "spade", så den kunne stå fast, når kranen skulle trække tonstunge kampvogne fri.¨
339 produceret og 8 konverteret.
Til nærforsvar var monteret en KwK 20 mm (maskinkanon) som dog ofte var afmonteret ved fronten. Standardmontering var udvendigt øverst på det skrånende frontpanser og skulle betjenes af radiomanden som ellers også normalt ville have betjent nærforsvarsmaskingeværet i front. Nu skulle han stå op med overkroppen ud af overbygningens tag, der nu var fjernet.
En række Bergepanthere blev ved fronten konverteret til antiluftskytsplatforme, men var altså ikke officielle modeller og fremgår derfor heller ikke som sådanne. Dette nævnes blot for at forklare fraværet af disse i denne beskrivelse.
Diverse variationer over temaet fandtes alt efter tidspunkt af produktion med eller uden kranspil og med eller uden KwK 38. Den operative brug havde dog sine begrænsninger, og kun i yderste nødstilfælde måtte man bruge den til at slæbe andre panther-kampvogne eller tungere køretøjer. Slitagen på især motor og gearkasse ville simpelthen ødelægge den. I stedet for skulle tre 10 tons halvbæltekøretøjer benyttes.
En enkelt Bergepanther blev konverteret til kommandovogn (Befehlspanther) ved divisionsværkstedet ved at påsætte et tårn med attrapkanon fra en PzKpfW IV Ausf G/H, så det ekstra radioudstyr, officerer og stabshjælpere var godt beskyttet. Det var yndet af den tyske hær at sløre hvilke vogne der var kommandovogne for ikke at tiltrække fjendens bevågenhed.

#### Videreudvikling af Panther
Pantheren var stærkt plaget af tab ved gennemskydning af sidepanseret på undervognen lige over hjulene, hvor det skrånende panser begynder. Løsningen var lige så nem som på Panzer III og IV og bestod i at fastmontere eksterne panserskørter på et stativ. Det ødelagde den kraftige effekt af granater med hulladning, så den eksploderede inden den traf hovedpanseret.
Herved eliminerede man behovet for den kraftigere pansrede Panther II.

#### Panther II
Panther II-prototypen var næsten færdig og blev efter krigen den amerikanske hærs krigsbytte. Den fik monteret et tårn fra en Panther Ausf. G og blev ført til USA. Tårnet fra Panther II Schmalturm" blev brugt til Panther Ausf. F, som dog aldrig kom i produktion.
Signifikante forskelle var optisk afstandsmåler (ugleøje på hver side af tårnet) og meget mindre tårnforside ved især at flytte rekylbremsen fra siden af kanonen til under kanonen, vertikalt stående.
Tårnændringen til "Schmalturm" var nødvendigt pga. klager fra fronten over den gamle halvtøndeformede blendering netop rikochetterede for mange granattræffere nedad mod taget og kører og radiomand. Her var panseret ret tyndt og gav skader, så tårnet ikke kunne dreje  til skade for kører, radiomand eller gearkasse.
Fra april/maj 1945 skulle alle modeller udrustes med:
- Automatisk kanonlader
- Stabiliserende kanonsigte (så sigtning var mulig under kørsel)
- Infrarødt sigteudstyr samt IR-projektør, blandt andet Panzerdivision Nordland blev lige før Slaget om Berlin 1945 udrustet med Panthere med FG 1250 (FahrGerät: køreredskab) infrarødt sigte.

Selv i dag er ovenstående ikke standardudstyr på kampvogne. Man havde endvidere planer om at montere et nyt tårn, der havde en mindre forside og dermed gav et mindre skudfelt for fjenden, og så skulle det nye tårn også have indbygget optisk afstandsmåler. Der var ligeledes håb om at følgende udstyr skulle monteres fra august 1945:
- Dieselmotor
- Stabiliseret kanon (så skydning kunne foregå kørende)
- 88 mm Kwk L71-kanon (den samme som Jagdpanther og Tiger 2)
- Hydrostatiske forbedringer til styring.

Produktionen afbrudt i marts 1945 grundet at Ruhr-distriktet, hvor fabrikken lå, blev besat af amerikanerne.

### Produktion
Pantheren var den tredje mest producerede kampvogn i Tyskland under den 2. verdenskrig. Det var kun Sturmgeschütz III (produceret 9.408 af denne type) og Panzer IV (produceret 8.298 af denne type) som overgik Pantheren i produktion.
| Model                      | Antal | Dato                           | Noter                                     |  |
| -------------------------- | ----- | ------------------------------ | ----------------------------------------- |  |
| Prototype                  | 2     | November 1942                  |                                           |  |
| Panther D                  | 842   | Januar 1943 til september 1943 |                                           |  |
| Panther A                  | 2.192 | August 1943 til juni 1944      |                                           |  |
| Panther G                  | 2.953 | Marts 1944 til april 1945      |                                           |  |
| Befehlspanzer Panther      | 329   | Maj 1943 til februar 1945      | Andre kampvogne der er blevet konverteret |  |
| Beobachtungspanzer Panther | 41    | 1944 til 1945                  | Andre kampvogne der er blevet konverteret |  |
| Bergepanther               | 347   | 1943 til 1945                  |                                           |  |
|                            |       |                                |                                           |  |

| Fabrikant                                  | % af samlet produktion |
| ------------------------------------------ | ---------------------- |
| Maschinenfabrik Augsburg-Nürnberg (M.A.N.) | 35%                    |
| Daimler-Benz                               | 31%                    |
| Maschinenfabrik Niedersachsen-Hannover     | 31%                    |
| Andre                                      | 3%                     |
|                                            |                        |

### Omkostninger
Panther-tanken var ikke billig at producere. det var en af de dyreste kampvogne. Panther-tanken skulle angiveligt have kostet 117.100 Reichmark at producere. Dette skal sammenlignes med de 82.500 RM som det kostede at producere Sturmgeschütz III, 96.163 RM for Panzer III, 103.462 RM for Panzer IV og 250.800 RM for Tiger I. Disse tal indeholder ikke omkostningerne for bevæbning og radioudstyr.
Det gjorde Panther til en af de dyreste kampvogne i den tyske hær. Man prøvede at reducere omkostningerne ved at anvende værnepligtig arbejdskraft, og der var også dele til kampvogne, der blev produceret i fangelejre. Dette medførte dog, at kvaliteten af de ny-producerede Panther-kampvogne faldt - de var ikke længere så driftssikre. Endvidere viste en fransk undersøgelse fra 1947, at mange af Pantherne bevidst var blevet saboteret i produktionen. Godt nok var Pantherne i stand til at matche de sovjetiske T-34 på slagmarken, men i produktionen var T-34'eren stadig Pantheren overlegen, idet det ikke krævede så meget højtuddannet arbejdskraft at producere de sovjetiske kampvogne. Det medførte, at det stadig var betydeligt billigere at producere de sovjetiske kampvogne. Generelt var tyskernes fremstilling af kampvogne meget arbejdskrævende, og deres produktionsmetoder var ligeledes meget komplekse og avancerede, hvilket ikke gjorde det let at masseproducere deres kampvogne. Det gjorde, at tyskerne aldrig nåede samme effektivitet i produktionen af kampvogne som de Allierede under 2. verdenskrig.
Dog var det væsentlig billigere at producere en Panther end en Tiger, og de to tyske kampvogne var de eneste, der kunne gennemtrænge den sovjetiske T-34's panser. Men Tiger-tanken og Panther-tanken var ikke perfekte substitutter. 

## Design

### Motor
De første 250 Panthere var udstyret med en Maybach HL 210 P30 V-12 benzinmotor med ca. 650 hestekræfter ved 3.000 rpm og den havde tre simple luftfiltre. De næste Panthere blev bygget med en Maybach HL 230 P30 V-12 benzinmotor med ca. 690 hestekræfter ved 3.000 rpm. Begge motorer var fortrinlige, dog var der også problemer med de to motorer. Idet Storbritannien styrede store dele af aluminiumsreserverne, så var det en mangelvare i Tyskland. Man anvendte aluminium i Maybach-motorerne, men her havde man udskiftet dem med jerndele. Det gjorde motoren mindre effektiv. Endvidere fandt man snart ud af, at det skabte motor-problemer, såfremt Maybach-motorens belastning steg til 3.000 rpm. Det løstes i november 1943 ved at indsætte en begrænser, der gjorde, at motoren maksimalt ville nå 2.500 rpm. Dette var med til at løse de mange af de motor-problemer der bl.a. var opstået i forbindelse med Operation Citadel i højsommeren 1943.
På grund af kampvognens høje vægt (ca. 45 tons), kunne Pantheren ikke anvende størstedelen af broerne. Derfor var Pantheren nødt til at kunne fungere som et amfibiekøretøj. Løsningen var at isolere motoren, hvilket nedsatte motorens ventilation, så motoren ofte overophededes. Man prøvede herefter at skabe en bedre ventilation til motoren.
Et andet problem var, at Pantheren kørte på benzin. Sammenlignet med dieselolie  er benzin mere brandfarligt, og det var en af årsagerne til, at der opstod brand i motoren. Endvidere havde de sovjetiske diesel-motorer den fordel, at de generelt kørte længere på literen, ligesom diesel generelt var nemmere at producere. Derfor kan det måske virke mærkeligt, at tyskerne valgte at anvende en benzinmotor, men dette skal nok ses i lyset af, at tyskerne ikke havde en god dieselmotor til rådighed og ikke havde tid til at udvikle en. Endvidere skal det bemærkes, at deres benzinmotor havde en rigtig god ydeevne. Maybach-motoren i Pantheren kunne producere næsten 700 hk, hvilket var imponerende, og Pantheren kunne bevæge sig med omkring 50 km/t.[kilde mangler]
Et andet problem med benzinmotoren var, at når tankene til benzin var halvtomme, havde de tilbøjelighed til at eksplodere, hvis Panteren blev truffet af en granat selv om den prellede af på panseret.[kilde mangler]
Visse kilder hævder at tyskerne dels aldrig drog i kamp uden fulde tanke, dels fik selvforseglende tanke som på fly som dæmpede friktionen tilstrækkeligt. Dog er der en veldokumenteret episode i forbindelse med kampe efter D-dag i Frankrig, hvor tre Panther kampvogne brændte uden væsentlige træffere.
I takt med at de enkelte problemer blev udbedret, begyndte Maybach-motorerne at blive mere pålidelige. Den begrænsede tid, som de tyske ingeniører havde, var dog den helt store hæmsko.
Man påregnede at motoren skulle holde 5.000 km. Larvebælterne 2.500 men ofte holdt de maks. 1.200 km.[kilde mangler]
En fransk rapport afslører at transmisionen fra gearkasse var lavet til en meget lettere tank og ikke havde dobbelte tandhjul til ekstra aflastning og den måtte derfor sædvanlig udskiftes efter kun 150 km kørsel. Udskiftning skete ved at afmontere taget over chauffør og radiomand og løfte den ud den vej.[kilde mangler]
En tysk mekaniker hævdede at en times kamp gav 10 timers service.[kilde mangler]

### Affjedring og undervogn
Pantherens undervogn mindede meget om Tigerens, det såkaldte Schachtellaufwerk-design. Generelt havde de et meget komplekst og avanceret affjedringssystem, som var svært at producere.
Hjularrangementet bestod af to drivhjul (som en cykels kædehjul) forrest og ligeledes to justerhjul i den bagerste del af bælterne (larvefødderne). Dette er standard for bæltekøretøjer. I mellem var der placeret tre rækker med fire vejhjul (tolv i hver side), som alle var beklædt med en gummislidbane. De ydre og indre vejhjul overlappede de midterste vejhjul. Dette var med til at gøre Pantherens bælter forskellige fra fx T-34'eren og Shermanen. Ingen andre lande indførte samme overlappende system mht. vejhjulene på deres kampvogne, idet systemet er for kompleks. Fordelene ved dette system med overlappende vejhjul var, at man fik en mere flydende og stabil kørsel, og det gav de overlappende vejhjul bedre beskyttelse fra angreb mod Pantherens flanker. En anden afgørende faktor for valget af overlappende vejhjul var, at man herved kunne begrænse kampvognens længde. Dette system var nemlig bedre i stand til at bære kampvognens høje vægt, og derfor var man ikke nødt til at øge kampvognens længde ligeså meget, som hvis man havde valgt at anvende et system, der svarede til det de sovjetiske og amerikanske kampvogne anvendte. En ulempe ved dette system (overlappende vejhjul) var, at hvis der var problemer med nogle af de inderste vejhjul, så skulle man først have de yderste vejhjul af, før de inderste kunne skiftes (se billedet). Det kunne derfor være en tidskrævende proces at udskifte vejhjulene. En anden ulempe med overlappende vejhjul var at mudder kunne samle sig i mellemrummene, og gjorde klargøring besværligt i frostvejr.

Det specielle og afgørende ved Pantherens affjedring var det dobbelte torsionsaffjedringssystem, hvilket var udviklet af professor Ernst Lehr, og som havde til formål at skabe brede bælter med hurtige omdrejninger. Dette medførte, at Pantheren kunne bevæge sig relativt hurtigt også i ujævnt terræn, hvilket var imponerende for en så tung kampvogn som Pantheren.[kilde mangler]
Det dobbelte torsionsaffjedringssystem bestod i, at et vejhjul placeret i højre side var forbundet med et tilsvarende placeret vejhjul i venstre side vha. to firkantede stænger. Disse mange stænger, som forbandt alle vejhjulene, løb på tværs af kampvognens bund. Ulempen ved dette system var derfor, at kampvognens højde blev hævet betydeligt. Når en kampvogns dimensioner forøges (i dette tilfælde kampvognens højde), så er det problematisk, fordi at kampvognen dermed bliver mere udsat for fjendtligt artilleri, idet den er lettere at opdage og ramme. Dette svarer til at forøge størrelsen af en skydeskive, herved vil det alt andet lige også være lettere at ramme plet.[kilde mangler]
En anden ulempe ved dobbelttorsionsaffjedringssystemet var, at dette umuliggjorde placeringen af en nødluge i bunden af kampvognen. Grunden var at der simpelthen løb alt for mange stænger på tværs af kampvognens bund. Bunden af Pantheren var simpelthen dækket af stænger, som skulle forbinde kampvognens mange vejhjul, og derfor kunne en person ikke kravle ned gennem stængerne.

### Panser
Adolf Hitler så personligt den sidste del af Pantherens design-fase. Oprindeligt havde han tiltænkt, at Pantherens front-panser skulle have haft en tykkelse på 60 mm, mens at tårnets front-panser skulle have haft en tykkelse på 80 mm. Dette mente Hitler dog ikke var tilstrækkeligt, og derfor beordrede han, at tykkelsen på Pantherens front-panser skulle være hele 80 mm, mens at tårnets front-panser skulle øges til 100 mm. Denne ændring resulteret i, at da den endelige Panther-model skulle produceres, så endte den med at veje hele 45 tons i modsætning til de oprindelig planlagte 35 tons.
For at holde Pantherens vægt nede, så havde man nedprioriteret dens sidepanser, som var væsentligt tyndere (kun 40–50 mm) end frontpanseret. Dette gjorde, at Pantheren var sårbar overfor angreb mod siderne. Det prøvede de tyske Panther-besætninger at imødekomme ved bl.a. at ophænge reservehjul og ekstra bælteled på siderne.

## Teknisk konklusion
Der er for få eller ingen kildehenvisninger i dette afsnit, hvilket er et problem. Du kan hjælpe ved at angive troværdige kilder til de påstande, som fremføres.

Franskmændene var de eneste, der lavede systematiske rapporter over Panther-tanken over en længere driftsperiode, da de selv benyttede den i to enheder op til 1949.
Deres konklusion var, at den ikke var en strategisk kampvogn, da den var for teknisk upålidelig. Tanken var tiltænkt at holde 5.000 km, men allerede efter 1.500 - 2.500 km var larvefødderne slidt op og måtte skiftes. Dernæst holdt hovedmotoren kun 1.000 km. før udskiftning og værst af alt hold gearkassen kun 150 km!! Det sidste forklarer entydigt hvorfor så mange af de tyske efterladte Panther-kampvogne i Frankrig for det meste havde defekte gearkasser. Motorafkølingen var så underdimensioneret at en simpel røggranat på luftindsuget ville starte en motorbrand.
Skytten havde tillige ingen anden orienteringsmulighed end sit sigteperiskop, det krævede præcist koordinering af kommandøren, der havde fremragende udsyn med 7 periskoper. Det var stærkt hæmmende for angrebskrig og nærkampssituationer. Noget der således ikke kom til at hæmme Panther-kampvognen, da tyskerne det meste af dens levetid var i defensiven.
Franskmændene fandt også at tårndrejningsmekanismen var så svag at kørende afgivelse af skud med kanonen ud over +/- 20 grader fra frontstilling ville skade mekanismen alvorligt efter ganske få skud. Til tyskernes forsvar var deres taktik ikke at skyde under bevægelse.
Hydrauliksystemet til drejning af tårn var notorisk upålideligt og oftest skulle tårnet derfor drejes med et mekanisk hjul. Det nedsatte rotation af tårnet og derfor kampevnen alvorligt efter franskmændenes mening og det sammen med dårligt udsyn for skytten var den alvorligste hæmning af dens kampevne.
Rapporten tager ikke højde for, at netop alle de i Frankrig erobrede Panther kampvogne  netop blev erobret intakte, fordi de alle var fra tidligt i produktionen og selv af tyskerne blev fundet upålidelige og derfor i 1943, da der var tilstrækkeligt mange pålidelige Panther kampvogne på østfronten blev sendt til Frankrig mere som forstærkning af sikringsstyrkerne snarere end at være påtænkt kamp da Frankrig på det tidspunkt ikke var en front. Under tilbagetrækningen var de naturligvis ikke i stand til at følge trit og blev erobret.

## Historie og anvendelse i kamp
Den første prototype af Panther-tanken så for første gang dagens lys i slutningen af 1942. På dette tidspunkt i krigen (2. verdenskrig) havde det tyske militær desperat brug for de nye kampvogne. Derfor pressede det tyske militær med Hitler i spidsen producenterne til hurtigt at producere en masse af de nye Panther-tanks. Når man i fredstid skulle udvikle en ny kampvogn i Nazi-Tyskland dvs. designe, teste og producere kunne det sagtens tage 3-5 år. I 1941-1945 lykkedes det dog Tyskland med succes at udvikle nye kampvogne på omkring 1 år. Dette medførte imidlertid også, at de nye kampvogne led af nogle "børnesygdomme", og dette var da heller ikke nogen undtagelse for Pantheren.

Den tyske hær havde i løbet af den 2. verdenskrig været kendetegnet ved hyppigt at anvende militærstrategien blitzkrieg, og for at kunne anvende denne strategi,  var det nødvendigt at have en del kampvogne til rådighed. Dog var det også vigtigt at have kampvogne, der var af høj kvalitet, og disse kampvogne skulle både være i stand til at bevæge sig hurtigt. Derudover skulle kampvognene også være udstyret med forholdsvis store kanoner, således at kampvognene kunne bekrige andre kampvogne med et tykt panser. Pantheren besad begge vigtige egenskaber, og det var også derfor, at denne ny kampvogn var så eftertragtet i det tyske militær.

### Østfronten
Slaget om Stalingrad i vinteren 1942 (og starten af 1943) forstærkede endvidere endnu mere det tyske militærs efterspørgsel efter den nye Panther, idet man i generalstaben havde planlagt en stor mod-offensiv som modsvar på den tyske katastrofe ved Stalingrad. Mod-offensiven skulle tage sted omkring den sovjetiske by Kursk (se evt. Panserslaget ved Kursk), og der var planlagt en stor offensiv med mange kampvogne. Derfor var det af stor vigtighed for Hitler, at man også nåede at få de nye Panther med i slaget. De var af stor vigtighed for hele den tyske strategi, idet at de kunne supplere de noget tungere Tiger-tanks, og dermed kunne de erstatte de forældede Panzer III. Derfor blev man nødt til at presse/fremskynde processen med at producere de nye tanks. Faktisk valgte man at udskyde startdatoen for mod-offensiven (Operation Citadel), fordi man ønskede at have et tilstrækkeligt antal Panther-tanks til rådighed før man startede operationen.
Dermed blev Pantherne for første gang (i hvert fald i stort antal) anvendt ved Panserslaget ved Kursk. Man endte med at have 200 af de nye Panther-tanks til rådighed til slaget omkring Kursk. Men fordi at man fra tysk side havde fremskyndet produktionen af Pantherne, så endte man også med at løbe ind i mange problemer med de nye Panthere. Der var nemlig mange af Pantherne der led af motorproblemer og derfor havde svært ved at starte og køre, hvilket resulterede i, at mange af de nye Panther-tanks aldrig kom til at spille en rolle ved slaget omkring Kursk. Af de i alt 200 nye Panthere, som var blevet stillet til rådighed for Operation Citadel, var kun 184 operationsdygtige d. 5. juli som var den dato der angav startskuddet for den tyske offensiv. To dage inde i krigshandlingerne var antallet af kampdygtige Panthere yderlige blevet reduceret - nu var kun 40 Panthere operationsdygtige. De Panthere som ikke led af motorproblemer, og derfor deltog aktivt i slaget, viste sig at være meget effektive og brugbare i kampen imod de sovjetiske kampvogne. De viste sig i hvert fald at være mere holdbare end de gamle Panzer III primært pga. at de var bedre pansrede, samtidig viste Pantherens hurtighed og bedre mobilitet at komplimentere den tunge og kraftige Tiger-tank fint.
Man skal dog være opmærksom på, at situationen på Østfronten på daværende tidspunkt (sommeren 1943) ikke så speciel positiv ud for tyskerne. På dette tidspunkt i krigen havde Sovjetunionen nemlig en del flere kampvogne til rådighed sammenlignet med Tyskland, og derfor var de tyske kampvogne (heriblandt Pantheren) typisk i undertal på slagmarken. Det er derfor heller ikke underligt, at Operation Citadel ikke endte med en tysk succes. Endvidere havde udskydelsen af Operation Citadel, også medført at den tyske mod-offensiv endte med at være sammenfaldende med de Allieredes invasion af Sicilien. Dette medførte at tyskerne var nødt til at flytte nogle militære styrker fra Østfronten til Sicilien. Heriblandt kan det nævnes, at Von Manstein d. 13. juli fik ordre fra Hitler, om at han skulle afgive sit 24. panserkorps til fronten ved Sicilien. Von Manstein havde dagen forinden ellers rådet Hitler til at beholde dette panserkorps ved Østfronten, idet at han mente, at dette panserkorps ville få en afgørende betydning for Operation Citadels udfald. Dette vanskeliggjorde yderligere tyskernes chancer for, at Operation Citadel skulle ende med en succes. Derfor blev udskydelsen af Operation Citadel starttidspunkt, som jo primært skyldes at man ønskede at have flere Panther-tanks til rådighed, skæbnesvanger for udfaldet af det endelige resultat af offensiven.

#### Sovjetisk reaktion
I forbindelse med Kursk-offensiven havde de Panther-tanks, der havde været i kamp, vist sig at være de sovjetiske T-34 overlegne. Panther-tanksene havde vist sig at være yderst effektive, og de havde i forbindelse med Kursk-offensiven tilintetgjort hele 267 sovjetiske kampvogne. De sovjetiske kampvogne havde svært ved at gennemtrænge Pantherens stærke panser. Det samme problem var Sovjetunionen dog stødt på i forbindelse med Tiger-tankens introduktion i slutningen af 1942. De sovjetiske kampvogne havde ikke været i stand til at gennemtrænge Tiger-tankens stærke front-panser, og endvidere havde man erfaret, at de sovjetiske kampvogne skulle være indenfor urimelig kort afstand, før at de kunne gennemtrænge Tiger-tankens side-panser. Så problematikken med ikke at være i stand til at gennemtrænge de tyske kampvogne (fx Pantherens) panser var ikke ny. Faktisk havde man fra sovjetisk side i april 1943 testet mulige løsningsforslag. Dette skete i forbindelse med, at man havde fundet en efterladt (defekt) Tiger-tank, og man havde herefter efterprøvet forskellige typer og størrelse af kanoner. Her havde det vist sig, at en 85 mm antiluftskytskanon havde været rimelig effektiv til at gennemtrænge Tigerens panser. Sovjetunionen var derfor begyndt at prøve at integrere denne 85 mm-kanon i deres T-34-kampvogne. Alt dette var altså påbegyndt før at Sovjetunionen i sommeren 1943 for første gang stødte ind i Panther-tanken.
De første nye udgaver af T-34 med den nye 85 mm-kanon (de såkaldte T-34/85) blev for første gang indsat i kampene i marts 1944. Dog viste det sig, at selvom den nye 85 mm-kanon selvfølgelig havde forbedret T-34'eren, så var de stadig ikke i stand til at gennemtrænge Pantherens (og Tigerens) stærke front-panser. Derfor var de sovjetiske panserstyrker stadig nødt til at anvende militær-taktikker, som prøvede at angribe Pantherens flanker (sider). I stærk kontrast, så havde de tyske Panthere ikke de store problemer med at gennemtrænge T-34'erens panser. Pantheren var faktisk i stand til at gennemtrænge den sovjetiske kampvogns panser fra forholdsvis lang afstand og tilmed fra alle tænkelige vinkler. Så selvom at den nye 85 mm-kanon var en klar forbedring for T-34'erne, så var Pantheren den stadig overlegen. Et tysk militær studie fra d. 5. oktober 1944 viste, at Pantheren let kunne gennemtrænge den sovjetiske T-34/85's front-panser fra 2000 meters afstand, mens den sovjetiske kampvogn kun havde en chance for at gennemtrænge Panthers front-panser fra afstande fra 500 meter. Det var kun specielle dele af Pantherens front-panser, der kunne gennemtrænges af de sovjetiske kampvogne indenfor 500 meter. Pantheren og den sovjetiske T-34/85 var mere lige hvad angik angreb fra flankerne (siden), hvor begge kampvogne kunne gennemtrænge hinandens panser fra lang afstand.
På grund af Pantherens (og Tigerens) overlegenhed overfor den sovjetiske T-34/76 (og senere T-34/85), var man fra sovjetisk side nødt til at udvikle nogle panserjagere (tank destroyers), som lettere kunne gennemtrænge Pantherens panser. Sovjetunionen udviklede derfor (ud fra det oprindelig T-34-design) de såkaldte SU-85 og SU-100, som besad større ildkraft end T-34'eren. Disse to panserjagere er næsten ækvivalente i funktion og udseende med de føromtalte Jagdpanther, og derfor besad de også de samme fordele og ulemper som nævnt ovenfor mht. Jagdpantheren.
Endvidere havde slaget ved Kursk og særdeleshed mødet med de nye Panther medført, at man fra sovjetisk side havde fundet det mere nødvendigt at udvikle nogle nye. Derfor kom man op med et design for den nye IS-2 (Iosif Stalin tank). Denne nye IS-2-tank var en tung kampvogn, som var udrustet med en 122 mm-kanon. Pantheren og IS-2'en vejede begge omkring 45 ton, og de to kampvogne havde hver deres fordele og ulemper. Tyske militære resultater viste, at IS-2'erne stadig skulle forholdsvis tæt på Pantheren for at  gennemtrænge dens front-panser (ca. indenfor 600 meter), hvorimod at Pantheren kunne gennemtrænge den sovjetiske IS-2's front-panser fra omkring 1000 m. Derimod var Pantheren mere sårbar fra angreb på dens sider end IS-2'eren var. Desuden var Pantheren i stand til at køre hurtigere end IS-2'eren, og ligeledes var Panther også både i stand til at affyre flere granater i minuttet og den havde også større beholdning af granater.
Russerne havde hele krigen ikke kunnet udvikle gode anti tank granater, og løsningen blev hver gang at bruge ekstra store granater og ekstra store kanoner for at nå samme effekt, som tyskerne kunne med mindre kanoner.
Faktisk var kanonen licensbygget Krupp kanon til T-34, men sigtet var elendigt russisk, og skytten var samtidig kommandør og den rollefordeling nedsatte kampeffektiviteten.

### Vestfronten
Panther-tanken spillede også en vigtig rolle ved Vestfronten. De britiske og amerikanske generaler havde ikke forventet, at der befandt sig særlig mange Panthere i Nordfrankrig, da de d. 6. juni invaderede Normandiet (D-dag). De Allierede havde simpelthen ikke forventet, at Tyskland kunne have nået at masseproducere særlig mange Panthere. For det første havde de Allierede igennem en længere periode været i stand til bombe tyske fabrikker fra luften, hvilket man mente måtte have hæmmet den tyske krigsproduktion. Derudover havde man fejlagtigt fået den opfattelse, at Pantheren var en tung kampvogn (ligesom Tiger-tanken), og derfor mente man, at det ville være meget besværligt og tidskrævende at masseproducere Pantheren. Panther-tanken var dog ikke en tung kampvogn men derimod en middeltung kampvogn, ligesom den sovjetiske T-34 og den amerikanske M4 Sherman. Amerikanerne havde første gang stødt ind i Pantherne i starten af 1944 omkring den italienske by Anzio. Det var her, hvor man havde fået det forkerte indtryk af tanken. Det var Pantherens størrelse, der havde været skyld i det forkerte indtryk. Sammenlignet med den sovjetiske T-34 og den amerikanske M4 Sherman, så var Pantheren nemlig ca. 15 tons tungere end de to andre (Pantheren vejede ca. 45 tons, mens de to andre ca. vejede 30 tons).
Formodninger om at tyskerne ikke havde særlig mange Panthere til rådighed viste sig ikke at være rigtig. Pantheren udgjorde ca. halvdelen af den samlede tyske kampvognstyrke (og dette var både på Vestfronten og Østfronten). Dette kom som et chok for de britiske og amerikanske styrker, som landede i Normandiet, idet at Pantheren var M4 Shermanen overlegen. Pantheren forvoldte derfor de Allierede mange problemer, og uskadeliggjorde mange af de Allieredes kampvogne samt besværliggjorde de Allieredes fremmarch. Yderligere syv Panther-regimenter blev i perioden juli-august 1944 sendt til Frankrig, hvilket fik det samlede antal af Panther-tanks i Frankrig til at stige betragteligt. I en statusrapport fra 30. juli 1944 kunne man således finde, at der skulle have været 432 Panthere i Frankrig.
En statusrapport fra 15. december 1944 viste, at der var hele 471 Panthere tilstede på Vestfronten. Heraf var ca. 400 af disse Panthere blevet tildelt til den forestående ardenneroffensiv. I forbindelse med ardenneroffensiven demonstrerede Pantherne endnu engang deres frygtindgydende styrke, omend tabene af Panthere var relativt store i krigshandlinger i og omkring de små byer omkring Ardennerne. En statusrapport fra 15. januar 1945 (umiddelbart efter ardenneroffensivens afslutning) viste, at tyskerne havde mistet hele 198 af deres Panthere i forbindelse med angrebet.

#### Den amerikanske/britiske reaktion
Den amerikanske og britiske reaktion på Pantheren var meget forvirrende og ikke mindst forskellige. De havde dog den fordel, at de havde yderst godt kendskab til Pantherens tekniske specifikationer pga. Sovjetunionen. Briterne havde brugt to år i Afrika på at indhente det tyske forspring i kampvogns-design, og derfor var de, i forbindelse med opdagelsen af Pantheren, på ny bange for at halte bagefter tyskerne. Briterne havde udviklet en yderst effektiv panserværnskanon, den såkaldte Ordnance QF 17-pounder. Denne kanon havde vist sig at være den mest effektive i kampen mod de tyske kampvogne, men briterne havde dog det problem med kanonen, at de ikke kunne finde en kampvogn at montere den på - primært fordi at kanonen var for stor til at montere på eksisterende kampvogne.
Amerikanerne så ikke Pantheren som det store problem, primært fordi at de fejlagtigt havde troet, at det var en tung kampvogn og derfor var svær at masseproducere (omtalt tidligere). Denne opfattelse havde amerikanerne indtil lige før D-dagen, hvor man fik nogle efterretninger der indikerede, at tyskerne anvendte Pantherne i stort antal i deres panzer-divisioner. Dermed tydede det på, at tyskerne havde været i stand til at masseproducere Pantherne. Som opfølgning på disse nye efterretninger iværksatte man en undersøgelse af Panther-produktionen. Her estimerede man, at tyskerne i februar 1944 kunne producere 270 Panthere, hvilket var meget højere end først antaget. Denne opdagelse - altså at man nok måtte forvente at møde flere Panthere i forbindelse med invasionen af Normandiet - kom for sent og man kunne dermed ikke nå at ændre i planerne. Amerikanernes Sherman-tanks kunne ikke penetrere Panthernes massive front-panser, og derfor virkede det som en svær opgave der ventede dem i Normandiet.
Efter at briterne længe havde eksperimenteret med mulige løsningsforslag til problemet med Pantherne, kom de endelig frem til et muligt løsningsforslag. Man havde nemlig fundet frem til en smart måde, hvorpå man kunne kombinere de amerikanske Sherman-tanks med den britiske panserværnskanon, Ordnance QF 17-pounder. Denne opgradering af Sherman-tanken fik navnet: Sherman Firefly. Briterne nåede i første omgang at få sendt nogle få modeller af den nye Sherman Firefly til Normandiet, således at de amerikanske/britiske panserdivisioner alle indeholdt nogle få eksemplarer af denne type. Antallet af Sherman Firefly steg gradvis gennem den afsluttende fase af krigen. Endnu engang er det vigtigt at påpege, at Sherman Firefly var en klar forbedring af den oprindelige Sherman, men det forholdt sig ikke sådan, at Sherman Firefly var Pantheren overlegen - tværtimod.

## Anvendelse efter den Anden Verdenskrig
Selv om at Panther var en meget kompleks og sofistikeret kampvogn, var det begrænset, hvor meget den blev anvendt udenfor Nazi-Tyskland og efter den anden verdenskrig. Pantherens design influerede enkelte efterkrigstidskampvogne. Bl.a. anvendte Frankrig nogle af Pantherens specifikationer i udviklingen af deres egne kampvogne efter krigen, ligesom der også er eksempler på andre lande, der anvendte viden om Pantheren til udvikling af egne kampvogne. Militærhistoriker Steve Zaloga har ligeledes argumenteret for, at Pantheren var en tidlig forløber eller forbillede for hvad vi i dag kender som universal tanks (en klassifikation/type af tanks). Disse universal tanks blev først introduceret 20 år efter krigens afslutning.
Under og efter anden verdenskrig anvendte Sovjetunionen også Pantheren. De havde erobret nogle på diverse slagmarker, ligesom de også erobrede andre tyske kampvogne eksempelvis Tigertanken og Panzer IV. Hvad angik de Panthere (og Tigere), som Sovjetunionen kom i besiddelse af, anvendte de dem i deres videre krigsførelse både under og efter anden verdenskrig. Man havde selvfølgelig fortaget nogle enkelte modifikationer på de erobrede Panthere, så de sovjetiske styrker kunne kende forskel på de tyske og sovjetiske Panthere og dermed undgå egenbeskydning. Sovjetunionen anvendte dog kun de Panthere og Tigere som de erobrede i god stand og som derfor var funktionsdygtige, og herefter anvendte Den Røde Hær dem indtil de brød sammen og ikke længere var kampklare. Årsagen til dette var at Pantheren og Tigeren var meget komplekse kampvogne, og man mente derfor ikke fra sovjetisk side, at det kun betale sig at reparere disse kampvogne. Dette stod i skarp kontrast til eksempelvis de erobrede Panzer IV-kampvogne, som grundet deres mindre komplekse design og lette adgang til reservedele, godt kunne betale sig for Sovjetunionen at vedligeholde og reparere. Af den årsag var Panthernes levetid i Den Røde Hær meget kort. Endvidere videresendte Sovjetunionen en del af de erobrede Panthere (typisk i dårlig stand) til allierede lande. Eksempelvis modtog Rumænien 13 Panther-tanks i starten af 1946.
Storbritannien fik også mulighed for grundigt at analysere og kortlægge Pantheren, idet de fik transporteret en komplet Panther og Jagdpanther til Storbritannien efter  anden verdenskrig. Disse to eksemplarer var de sidste to Panthere, der var produceret i Tyskland, mens repræsentanter for den britiske hærs materielkommando - helt præcis REME (Royal Electrical and Mechanical Engineers) - havde overværet produktionsprocessen. Disse to eksemplarer kan i dag ses på Bovington Tank Museum i Dorset i det sydlige England.

## Ekstern henvisning
- Wikimedia Commons har flere filer relateret til Panther